# Večerni pavlinček
Večerni pavlinček (znanstveno ime Smerinthus ocellatus) je vrsta nočnih metuljev iz družine veščcev, ki je razširjena po Palearktiki in Severni Afriki.

## Opis
Odrasli metulj je na prvi pogled podoben metuljema Smerinthus caecus in Smerinthus kindermannii, od  katerih se loči po trnih na prednjih nožicah ter po dveh, očesom podobnih pegah na zadnjem paru kril. Vendar pa pegi med počitkom prekriva sprednji par kril. Metulj pege pokaže, ko je ogrožen, s čimer po mnenju znanstvenikov zmede plenilca in si ustvari možnost za pobeg. Čez dan metulj večinoma počiva na drevesnem lubju z zloženimi sprednjimi krili in je zaradi svoje zunanjosti dobro prikrit. Prednja krila so namreč prekrita z vzorci različno rjavih odtenkov. Zadnji par kril je obarvan okrasto rjavo z rožnatim pridihom, na sredini pa se nahaja črno obrobljena modra pega, ki spominja na oko. Oprsje je močno odlakano. Zunanja stran je poraščena z rjavimi, sredina pa s temno rjavimi do črnimi dlačicami.Premer kril večernega pavlinčka znaša med 70 in 80 mm.  V Sloveniji leta od maja do avgusta.
Gosenica doseže dolžino do okoli 8 cm in je bledo modre ali rumenkasto zelene barve s prečnimi belimi ali rumenimi progami, na zadku pa ima značilen trn sivo modre barve. Gosenice je mogoče najti na vrbah in topolih, občasno tudi na sadnem drevju, predvsem na jablanah. Zabubijo se v zemlji pozno poleti in zimo preživijo v stadiju bube. Ta je svetleča in rdečkasto rjave barve.

## Podvrste
- Smerinthus ocellatus ocellatus
- Smerinthus ocellatus atlanticus Austaut, 1890 (Razširjena v okolici Atlasa od Maroka do Tunizije)[5]
- Smerinthus atlanticus protai Speidel & Kaltenbach, 1981 (Sardinija in Korzika)

Smerinthus ocellatus atlanticus nekateri znanstveniki uvrščajo v samostojno vrsto, s čimer podvrsto Smerinthus atlanticus protai obravnavajo kot podvrsto te vrste in ne kot podvrsto vrste Smerinthus ocellatus.
- Smerinthus ocellata atlanticus ♂
- Smerinthus ocellata atlanticus ♂ △